# Ladislav Podmele
Ladislav Podmele, pseudonim Jiří Karen (ur. 11 czerwca 1920 w Litomyślu, zm. 30 kwietnia 2000) – czeski poeta i interlingwista, autor sztucznego języka meżduslavianski jezik.
Urodził się w Litomyślu. Pracował jako pomocnik księgarza, w wieku 20 lat rozpoczął naukę w gimnazjum w Hradcu Králové. Przerwał naukę po wybuchu wojny, później został wysłany na przymusowe roboty do Niemiec.
Po wojnie ukończył studia historyczne i filozoficzne na Uniwersytecie Karola w Pradze. Pracował jako nauczyciel w szkole zawodowej w Uściu nad Łabą i Kladnie. Od 1954 nauczał metodyki w instytucie nauczycielskim, od 1961 pracował w instytucie badawczym w Pradze. W okresie 1954–1958 kierował zespołem interlingwistów, którzy opracowali meżduslavianski jezik.
Cztery kolejne zawały serca zmusiły go do przerwania pracy zawodowej i wtedy poświęcił się całkowicie pisaniu poezji – jeden z jego wydanych w drugim obiegu poematów przetłumaczył na język niemiecki Milan Kundera (1985). W 1995 roku otrzymał nagrodę literacką.